# MonoDevelop
MonoDevelop је интегрисано развојно окружење отвореног кода за Линукс, OS X, и Microsoft Windows. Њен примарни фокус је развој пројеката који користе Mono and .NET Framework. MonoDevelop интегрише функције као код NetBeans и Microsoft Visual Studio, као што су аутоматско завршавање кода, изворна контрола, графички кориснички интерфејс (ГКИ) и веб дизајнер. MonoDevelop интегрише Gtk# ГКИ дизајнер под називом Stetic. Подржава Boo,
C,
C++,
C#, CIL, D, F#, Java,
Oxygene,
Vala,
and Visual Basic.NET.

## Историја
Крајем 2003. године, неколико програмера из Моно заједнице су почели миграцију SharpDevelop-а, успешно .NET ИРО отвореног кода од са System.Windows.Forms са Windows-а на Gtk# ба Линуксу. Као рано рачвање SharpDevelop-а, MonoDevelop се архитектонски разликује од недавних SharpDevelop издања.
Временом, пројекат MonoDevelop је апсорбован у остатак пројекта Моно и активно је одржаван од стране Xamarin и Моно заједнице. Од Моno 1.0 Beta 2, MonoDevelop се налази у пакету са Моно издањима.

## Платформе
MonoDevelop се може користити на Windows-у,  ОS X и Линуксу. Прва два су званично подржани од верзије 2.2. Xamarin нуди ажурирану верзију MonoDevelop 4.0 као Xamarin Studio који сада користи код специфичан за платформу на разним местима да побољша изглед и осећај. Док моно обезбеђује пакет за Соларис 10 ради на SPARC, MonoDevelop пакети за OpenSolaris су обезбеђени само од група из OpenSolaris заједнице. MonoDevelop на FreeBSD је исто тако обезбеђен само од стране FreeBSD заједнице.

## Јунити (покретач игре)
Прилагођену верзију MonoDevelop-a иде са Јунитијем, покретача игре Јунити Технолоџиза.

## Stetic
Stetic је ГТК # ГУИ дизајнер користи у MonoDevelop за развој ГТК + корисничког интерфејса у C #. Укључен је од верзије 0.1 MonoDevelop-а. Stetic је веома сличан Glade Interface Designer-у, али је интегрисан у MonoDevelop са карактеристикама као што су drag and drop. Критикован зато што теже радити на њему него на сличним Qt Designer и Microsoft Visual Studio Windows Forms Editor када програмер још нема конкретан план на уму.